# Мишковское сельское поселение
Мишковское сельское поселение — упразднённое муниципальное образование в восточной части Стародубского района Брянской области.
Административный центр — село Мишковка.

## История
Образовано в результате проведения муниципальной реформы в 2005 году, путём слияния дореформенных Дохновичского и Мишковского сельсоветов.
Законом Брянской области от 8 мая 2019 года Мишковское сельское поселение было упразднено и включено в Десятуховское сельское поселение.

## Население
| 2010  | 2011  | 2012  | 2013  | 2014  | 2015  | 2016  |
| ----- | ----- | ----- | ----- | ----- | ----- | ----- |
| 2161  | ↘2143 | ↘2097 | ↘2057 | ↘2053 | ↘2029 | ↘1981 |
| 2017  | 2018  | 2019  |       |       |       |       |
| ↘1948 | ↘1906 | ↘1872 |       |       |       |       |

## Населённые пункты
| №  | Населённый пункт | Тип     | Население |
| -- | ---------------- | ------- | --------- |
| 1  | Дедов            | село    | ↘74       |
| 2  | Дохновичи        | село    | ↘735      |
| 3  | Желанный         | посёлок | ↘0        |
| 4  | Иванчиков        | посёлок | ↘9        |
| 5  | Круглое          | посёлок | →0        |
| 6  | Мирный           | посёлок | →0        |
| 7  | Мишковка         | село    | ↘586      |
| 8  | Случок           | деревня | ↘290      |
| 9  | Стодолы          | посёлок | ↗43       |
| 10 | Суходолье        | село    | →13       |
| 11 | Тарасовка        | село    | ↘205      |
| 12 | Хомутовка        | деревня | ↘102      |

Ранее в состав сельского поселения также входили посёлок Забава и деревня Хмелёвка, исключённые из учётных данных в 2011 году.